# Eisborn
Eisborn ist ein Ortsteil der Stadt Balve unmittelbar südlich des Ebbergs im Bundesland Nordrhein-Westfalen. Am 31. März 2022 hatte Eisborn 519 Einwohner.

## Geschichte
In einer Urkunde, mit der Graf Gottfried III. von Arnsberg dem Kölner Erzbischof Konrad bestimmte Ansprüche zusichert, wird Eisborn am 9. November 1238 erstmals erwähnt. In der Urkunde wird Adolf II. von Dassel als Vorbesitzer der Rechte an dem Hof bezeichnet. 
In mittelalterlichen Schatzungsregistern werden folgende Personen genannt:
1543 Eyßbern:
- Johan Cordes,
- Blesien Wießhoff,
- Hentze Geesen,
- Henrich Klucke,
- Johan uf dem Theye,
- Christs ibidem.

1580 Esbern, Grubeke: 
- Lentze Gesen,
- Herman Schulte,
- Tonis Solck,
- Blesin to Grubeke,
- Schulte in den Plasse,
- Herman Locke,
- Tonis Dreses,
- Hinderich Kemper,
- Johan Schror,
- Herman in den Beisen.

Das Adelsgeschlecht derer „von Binolen“, das sich seit Anfang des 13. Jahrhunderts nachweisen lässt, war sehr vermögend. Ihnen gehörte u. a. auch der Haupthof in Eisborn, den sie im Jahre 1329 an Goddert von Hanxleden verkauften. Dieses sogenannte Burghaus gehörte ursprünglich dem Grafen von Werl und war über den Kölner Erzbischof als erbliches Lehen an die Grafen von Arnsberg gekommen. Sie entsandten einen gräflichen Vogt, so dass Eisborn sich zu einer Vogtei mit eigenem Gerichtsbezirk und eigenen Einnahmen entwickelte. Nach der Familie „von Hanxleden“ erwarb 1644 die Familie von Haxthausen den Eisborner Haupthof. 1754 gelangte er dann in den Besitz der Familie von Landsberg-Velen zu Wocklum.
Über dem Haupteingang des Burghauses befanden sich die in Stein gemeißelten Wappen der Familien von Haxthausen und von Langen. Sie stellten nach Angaben des Landesarchivs Nordrhein-Westfalen Abteilung Westfalen in Münster folgendes dar: in Rot eine schräglinksstehende silberne Lattentür für von Haxthausen und in Silber eine schrägstehende rote Schafschere für von Langen.
Das Burghaus ist etwa 1965 abgerissen worden.
Eine besondere Bedeutung für Eisborn hatte der Asbeck-Eisborner-Zehnte. Diese aus der fränkischen Zeit stammende Kirchenabgabe stand ursprünglich dem Kloster Oelinghausen zu. Sie betraf die Abgabe von Tieren und Naturalien. Erstmals wird sie bereits 1609 erwähnt. Mit der Säkularisation von Oelinghausen gelangte sie 1803 an den königlich preußischen Fiskus, der sie in den Jahren 1830/31 an die Besitzer der zehntpflichtigen Grundstücke „gegen ein Antrittsgeld von 50 Talern und einen jährlichen Zins von 55 Talern 24 Groschen sowie der Übernahme der auf dem Zehnten haftenden subsidiarischen Kirchenbaulast abtrat“.

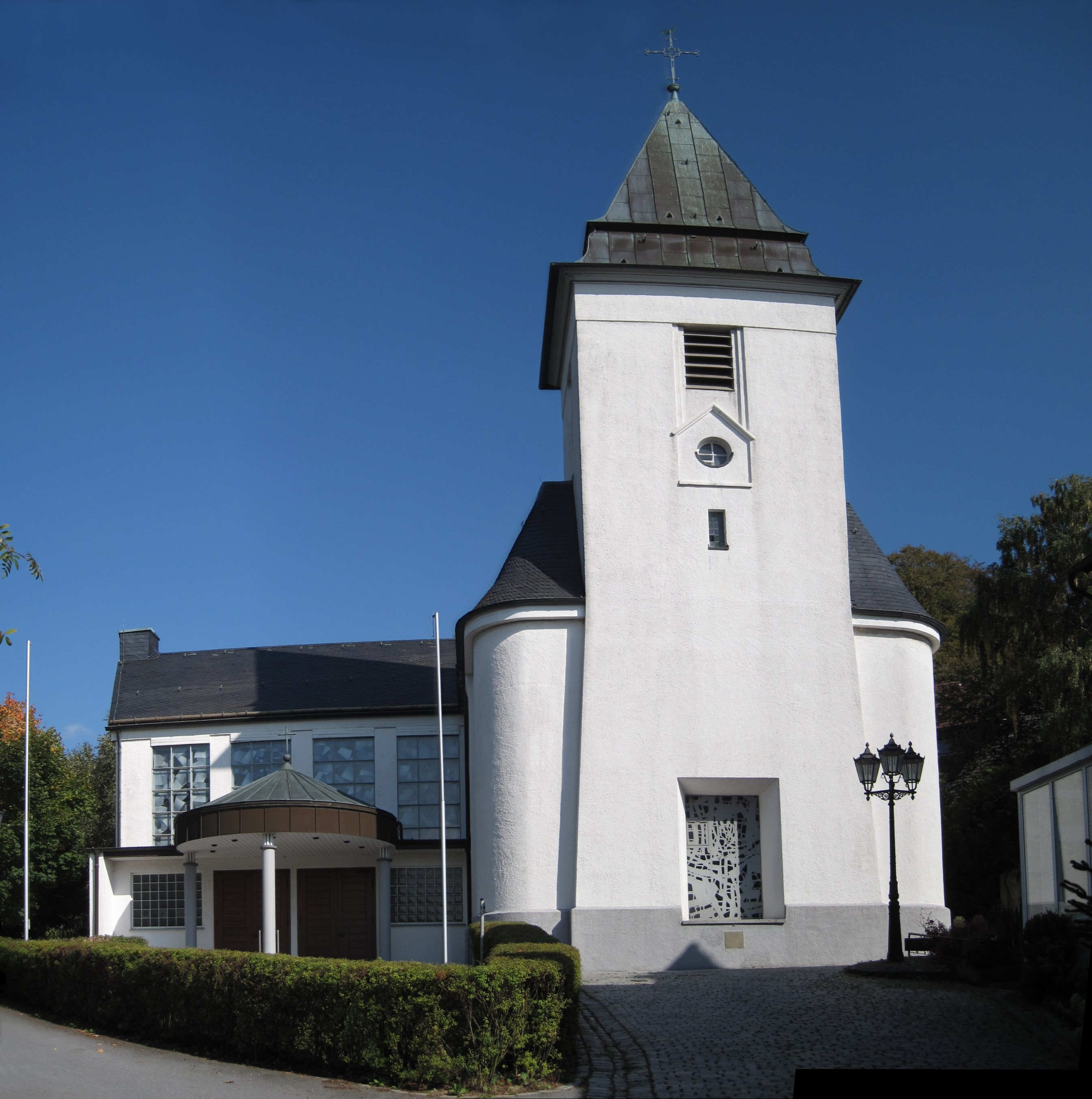
Katholische Pfarrkirche St. Antonius Einsiedler

Folgende zehntpflichtige Grundstückseigentümer sind aus der Zeit um 1850 bekannt:
- Joseph Koch, Asbeck
- Eberhard Gottschalk/Eversmann, Eisborn
- Wilhelm Hörster, Horst
- Johannes Raffenberg gent. Karhoff, Asbeck
- Everhard Danne, Asbeck
- Casper Kemper, Asbeck
- Johannes Schröer gent. Kersting, Eisborn
- Freiherr von Landsberg
- Georg Liefländer, Eisborn
- Theodor Löcke, Asbeck
- Franz Brinkschulte
- Peter Rüth, Mailinde
- Caspar Romberg, Asbeck
- Theodor Dunker gent. Schröer
- Hermann Wortmann gent. Schmöle, Böingsen
- Peter Schulte, Asbeck
- Heinrich Steinschulte, Asbeck
- Caspar Weber, Asbeck
- Theodor Kersting gent.Wiesehof, Eisborn
- Schulte, Horst

1817 bis 1832 gehörte Eisborn zum Kreis Iserlohn, danach zum Kreis Arnsberg.
Am 1. Januar 1975 wurde Eisborn in die Stadt Balve und mit dieser in den Märkischen Kreis eingegliedert.

### Etymologie
Die Silbe „Eis“ wird etymologisch auf das altsächsische Ursprungswort „esch“ (um 700 n. Chr.) zurückgeführt. Esch ist eine durch Brandrodung urbar gemachte Fläche (Langstreifenflur). „Born“ geht auf das althochdeutsche Wort für Quelle zurück.

## Schulte-Horst
Der Hof Schulte-Horst ist ein alter Erbhof in Eisborn. Die „vorderste Horst“ war ursprünglich Eigentum der Grafen von Arnsberg und wurde 1368 mit dem Verkauf der Grafschaft an den Kölner Erzbischof und Kurfürsten Tafelgut der Kurfürsten – bis zum Jahre 1803. 1376 erhielt Konrad der Wrede in Melschede vom Kölner Erzbischof den Horster Hof als Pfand, weil er den Verkauf der Grafschaft Arnsberg mit einem Darlehen unterstützte. Im Unterschied zum zweiten Horster Hof, dem „hintersten Horst“, der als Klostergut dem Kloster Oelinghausen unterstand, wurde der Schultenhof alle 12 Jahre von der in Arnsberg ansässigen Finanzverwaltung des Kölner Erzstiftes, der Oberkellerei, neu verpachtet. Dorthin waren auch alle Abgaben (Früchte, Tiere, Geld) zu leisten.
- Als „kurfürstliches Sattelgut“ hatte der Hof – bei Anwesenheit des Kurfürsten im Lande – Pferde und Gespanne zur Verfügung zu stellen. Darüber hinaus hatte er bei Auslands- und Kriegsfuhren Dienste zu leisten. Zahlreiche Getreidelieferungen aus dem Siebenjährigen Krieg (1756–1763) belegen dies.
- 5 Brände hinterließen ihre Vernichtungsspuren, von denen die Unglücke im Dreißigjährigen Krieg (1618–1648) und im Jahre 1707 die größten Schäden anrichteten.
- 12 Familienstämme der Hofbesitzer konnten herausgefunden werden.
- Allein im 18. Jahrhundert stand drei Mal eine junge Witwe mit Kleinkindern vor der Aufgabe, den Hof allein wirtschaftlich weiter zu führen.
- 27 ausführlich geschriebene Familienbriefe aus Barge geben ein sehr detailliertes Bild der damaligen Zeit (1830–1848).

## Vereine
Auf sportlicher Ebene wird das Dorf durch den Fußball- und Breitensportverein SuS Eisborn 1959 e. V. vertreten. Der Traditionsverein spielt derzeit in einer Spielgemeinschaft mit dem SV Holzen in der Kreisliga A Arnsberg.
Das alljährliche Schützenfest der Schützenbruderschaft St. Antonius findet immer am zweiten Wochenende nach Pfingsten statt, dieses wird musikalisch begleitet von dem Trommlerkorps Eisborn 1920 e. V.